# (468304) 2015 HC7
(468304) 2015 HC7 es un asteroide perteneciente al cinturón de asteroides, descubierto el 12 de noviembre de 2010 por el equipo Spacewatch desde el Observatorio Nacional de Kitt Peak (Arizona, Estados Unidos).